# Lucas Puhl
Lucas Puhl (* 2. Juli 1992 in Gummersbach) ist ein deutscher Handballspieler.

## Karriere
Puhl spielte ab 1998 beim VfL Gummersbach. Während seiner Jugendzeit wurde Lucas Puhl unter anderem 2009 Deutscher B-Jugend-Vizemeister. Seit 2012 lief der 1,91 Meter große Handballtorwart mit der zweiten Mannschaft des VfL in der dritten Liga auf. Gleichzeitig gehörte er zum Kader der ersten Mannschaft und kam in der Saison 2012/13 zu seinem ersten Einsatz in der Handball-Bundesliga.
In der Saison 2011/12 gehörte Puhl zum Gummersbacher Kader im Europapokal der Pokalsieger, kam dort allerdings nicht zum Einsatz.
Zur Saison 2014/15 wechselte Puhl zum Drittligisten TuS Ferndorf. 2015 und 2018 stieg er mit Ferndorf in die 2. Bundesliga auf. Nach der Saison 2023/24 beendete er seine Karriere.